# أم دار

أم دار هي قرية فلسطينية وواحدة من القرى  الواقعة في منطقة جبل الخطاف، جنوب غرب مدينة جنين في الضفة الغربية.  تقع القرية على بُعد حوالي 20 كم من مدينة جنين، وتصل ارتفاعاتها إلى حوالي 170 مترًا عن سطح البحر، وهي منطقة جبلية صخرية وحرجية تمتد على مساحة تقدر بحوالي 5000 دونم.

## التسمية والتاريخ
يرتبط اسم "أم دار" بقصة تاريخية تعود إلى عام 1827، حيث اشترى السيد موسى مصطفى محمود العباس أرضًا تسمى "الصفارة" من أحد سكان بلدة يعبد. وبنى دارًا في تلك المنطقة، وعُرفت لاحقًا بالقرية التي أطلق عليها اسم "أم دار"، نسبةً إلى دار موسى. ويروي بعض كبار السن من أهل القرية أن الاسم كان مشتقًا من عبارة "أين تذهب؟" فيجيب الشخص: "إلى أم الدار". ومرت القرية بتطورات إدارية حتى تم تعيين مختار خاص بها في عام 1967، ليبدأ بعدها تشكيل مجلس قروي يدير شؤونها.

## السكان والاقتصاد
يقدر عدد سكان قرية أم دار حاليًا بحوالي 800 نسمة، ويعتمد معظم سكانها على الزراعة والأعمال الحرة كمصدر رئيسي للرزق. تعد الأراضي الزراعية في أم دار خصبة، وتشتهر القرية بإنتاج محاصيل متنوعة بفضل توفر المياه الجوفية. إلى جانب الزراعة، يساهم عدد من سكان القرية في الوظائف الحكومية ومهن أخرى، مثل الحرف والأنشطة التجارية الصغيرة.
القرية تتمتع بنمو سكاني تدريجي، حيث ارتفع عدد السكان من 648 نسمة في 2017 إلى حوالي 733 نسمة في 2023. وتشير الإحصاءات إلى أن القرية تتكون من عائلتين رئيسيتين، هما عائلة كبها وعائلة الجوابرة.

## الحدود والموقع الاستراتيجي
تقع أم دار بين عدة قرى فلسطينية مهمة، مثل قرية طورة الغربية شمالًا، وقرية زبدة جنوبًا، وقرية خربة المنطار من الجنوب الغربي. يمتاز موقع القرية بقربه من الخط الأخضر (حوالي 3 كم من مركز القرية)، مما يجعلها محط أنظار السلطات الإسرائيلية والمستوطنين.

## الاحتلال والاستيطان
تم احتلال قرية أم دار، كما باقي القرى الفلسطينية، في عدوان يونيو 1967. ومنذ ذلك الحين، عانت القرية من إجراءات سلطات الاحتلال العسكرية. وفي عام 2002، تم بناء جدار الفصل العنصري الذي مر عبر أراضي القرية، ليقضم حوالي 2500 دونم من مساحتها، مما جعلها محاصرة بشكل شبه كامل.
الاستيطان الإسرائيلي في المنطقة بدأ منذ عام 1977، حيث تم تأسيس مستوطنة "ريحان" شمال القرية، تلتها مستوطنة "موف دوتان" جنوبًا. ورغم أن القرية تقع ضمن مناطق (A) و(B) حسب اتفاقية أوسلو، إلا أن الاحتلال يواصل قضم أراضيها لصالح المستوطنات والجدار العازل.

## البنية التحتية والمرافق
رغم تحديات الاحتلال، تحظى قرية أم دار ببعض البنية التحتية الحديثة. فقد تم بناء مسجد كبير في القرية، كما يوجد فيها مدرستان حديثتان، إحداهما للبنين والأخرى للبنات. علاوة على ذلك، توجد في القرية مرافق صحية مثل مركز صحي تابع لوزارة الصحة الفلسطينية، وهو يخدم أيضًا سكان قرية الخلجان المجاورة.

## التحديات اليومية
يواجه أهل قرية أم دار تحديات كبيرة بسبب الإجراءات العسكرية الإسرائيلية المستمرة. يعاني المزارعون من اعتداءات مستوطنين، والذين يتمتعون بدعم من قوات الاحتلال في استهداف الأراضي الزراعية والمحاصيل. إضافة إلى ذلك، يعاني السكان من نقص حاد في الموارد المائية نتيجةً لحصار الجدار العازل والمستوطنات التي تسيطر على مصادر المياه.